# Юшманов, Николай Александрович
Николай Александрович Юшма́нов (1913—1985) — советский инженер, конструктор автомобилей.

## Биография
С конца 1930-х годов — конструктор техотдела, ведущий конструктор, начальник конструкторского бюро, в 1966—1983 годах — заместитель главного конструктора по легковым автомобилям ГАЗ.
Главный конструктор «Волги» (ГАЗ-24) и автомобиля ГАЗ-М-18.
Умер 14 июля 1985 года. Похоронен в Горьком на Старо-автозаводском кладбище.

## Награды и премии
- Сталинская премия второй степени (1951) — за разработку конструкции и освоение производства легкового автомобиля «ЗиМ»
- орден Трудового Красного Знамени (1966)
- медали.
- заслуженный автозаводец (1975)